# Kevin Moore
Kevin Moore (Long Island, Nueva York, 26 de mayo de 1967) es un músico y médico psiquiatra estadounidense. Fue pianista y tecladista del grupo de metal progresivo Dream Theater desde el comienzo de la banda hasta la edición del disco Awake en 1994. También es conocido por ser el fundador del proyecto musical Chroma Key y por ser miembro de la banda OSI.

## Primeros años
Moore, quien nació en Long Island, Nueva York, comenzó su carrera musical en Kings Park, Long Island, aprendiendo piano a la edad de seis años y escribiendo su primera canción a los 12 años de edad. Después de graduarse de la escuela secundaria en 1985, Moore asistió brevemente a SUNY Fredonia, donde estudió música clásica, antes de regresar a casa para formar la banda Majesty con sus amigos de la infancia, John Petrucci y John Myung, quienes habían reclutado a Mike Portnoy (un compañero de Long Island) durante su corta inscripción en Berklee College of music.

## Carrera musical
Moore comenzó su carrera con el guitarrista John Petrucci, el bajista John Myung, el baterista Mike Portnoy y el cantante Chris Collins (quien más tarde sería reemplazado por Charlie Dominici, y éste sería reemplazado por James LaBrie) en el grupo llamado Majesty, que fue rebautizado más tarde como Dream Theater. En 1994, después de 8 años y 3 álbumes con la banda, Moore anunció su retiro de Dream Theater para perseguir otras ambiciones musicales. Según Portnoy, Kevin se habría distanciado personalmente de los demás miembros de la banda y, musicalmente, estaba más interesado en la independencia de una carrera como solista más que en el compromiso que implica el ambiente de una banda. Luego de esto, Moore se mudó a Santa Fe, Nuevo México para empezar a escribir nuevo material para su álbum de solista.
En 1998, luego de escribir y grabar varias demos, Moore publicó el álbum Dead Air For Radios con una banda que él mismo fundó bajo el nombre Chroma Key, que incluía a Mark Zonder de Fates Warning y a Steve Tushar. El sonido, oscuro, electrónico y ambient más cercano a Depeche Mode, es un giro drástico respecto de sus trabajos anteriores.
En el 2000, Moore se mudó a Los Ángeles, donde grabó el álbum You Go Now. La banda para esa grabación incluyó, además de Moore, a David Iscove (guitarra) y a Steve Tushar (efectos y programación). Tras terminar aquel disco el músico se mudó a Costa Rica, donde trabajó como activista en un programa de radio pacifista.
En el año 2003, el guitarrista de Fates Warning, Jim Matheos, invitó a Moore a trabajar en un nuevo proyecto musical que incluiría al baterista de Dream Theater, Mike Portnoy y al bajista de Cynic Sean Malone. Esta sería la primera vez que Kevin Moore trabajaría junto a Portnoy desde que dejó a Dream Theater, casi 10 años atrás. El proyecto en cuestión fue concretado y debutó bajo el nombre OSI. El primer álbum de esta banda se tituló Office of Strategic Influence y puede ser descrito como una mezcla de las melodías oscuras de Chroma Key junto a los elementos pesados de Fates Warning y Dream Theater. Kevin asumió además el trabajo de vocalista para la grabación del disco. El vocalista Steven Wilson, de Porcupine Tree contribuyó con su voz en la canción «shutDOWN».
Durante el 2004, Moore se muda esta vez a Estambul, Turquía para componer la banda sonora de la película de terror titulada Okul. Estas composiciones luego serían lanzadas como un disco solista de Moore bajo el nombre Ghost Book.
En abril de 2006, Moore y Matheos lanzaron un nuevo álbum de OSI, titulado Free, cuya grabación fue facilitada por la estancia temporal de Kevin en Montreal, Canadá.
Mike Portnoy no participó en la grabación del tercer álbum de OSI debido a incompatibilidades personales y laborales con Moore, alegando entre otras cosas que tiene una personalidad muy deprimente y obstinada.
Fire Make Thunder es el nombre del cuarto álbum de Moore y Matheos dentro del proyecto OSI lanzado el 27 de marzo de 2012 repitiendo la misma formación del álbum precedente. Compuesto y grabado durante la mayor parte del 2011, contó con la única colaboración de Gavin Harrison, de Porcupine Tree a la batería.
Durante una entrevista realizada en septiembre de 2013 al vocalista de Fates Warning, Ray Alder, mencionó que Kevin Moore regresó a su país para continuar sus estudios como médico, ya que se encontraba cursando el tercer año de sus estudios universitarios.
James LaBrie afirmó, en una entrevista para el medio Ultimate-Guitar.com en 2019, que mantenía contacto telefónico con su excompañero Kevin Moore y mencionó que los miembros de Dream Theater siguen manteniendo una relación de amistad con su primer tecladista.

## Carrera médica
En su perfil profesional en la prestadora de atención médica Trinity Health, en la cual trabaja desde 2020, se menciona que Kevin Moore obtuvo su Doctorado en Medicina Osteopática en la Universidad de Des Moines, Iowa y completó su residencia en psiquiatría en el Garnet Health Medical Center de Middletown, Nueva York. En la actualidad, ejerce como psiquiatra en Minot, Dakota del Norte y es miembro de la Asociación Estadounidense de Psiquiatría.

## Discografía

### Con Dream Theater
- 1989: When Dream and Day Unite
- 1992: Images and Words
- 1993: Live at the Marquee
- 1993: Images and Words: Live in Tokyo
- 1994: Awake

### Con Chroma Key
- 1998: Dead Air for Radios
- 1999: Colorblind (sencillo)
- 2000: You Go Now
- 2004: Graveyard Mountain Home

### Como solista
- 1995: Music Meant to Be Heard
- 1999: This is a Recording
- 2004: Memory Hole 1
- 2004: Ghost Book - Banda sonora para la película Okul
- 2010: Shine

### Con OSI
- 2003: Office of Strategic Influence
- 2006: Free
- 2009: Blood
- 2012: Fire Make Thunder

### Con Fates Warning
- 1989: Perfect Symmetry
- 1997: A Pleasant Shade of Gray
- 2000: Disconnected